# Ralph Wells
Ralph E. Wells (Chicago, 3 settembre 1940 – Chicago, 2 agosto 1968) è stato un cestista statunitense, professionista nella NBA e nella ABL.

## Carriera
Dopo la carriera universitaria alla Northwestern University disputò 3 partite nella NBA con i Chicago Zephyrs nel 1962-63. Nella stessa stagione disputò 2 partite con i Philadelphia Tapers della ABL.